# 普法爾茨城堡
普法爾茨城堡（德語：Burg Pfalzgrafenstein）是位於德國西部萊茵蘭-普法爾茨州的一座城堡。普法爾茨城堡始建於1327年，修建在一座河中小島上。

## 外部連結
- History (German)

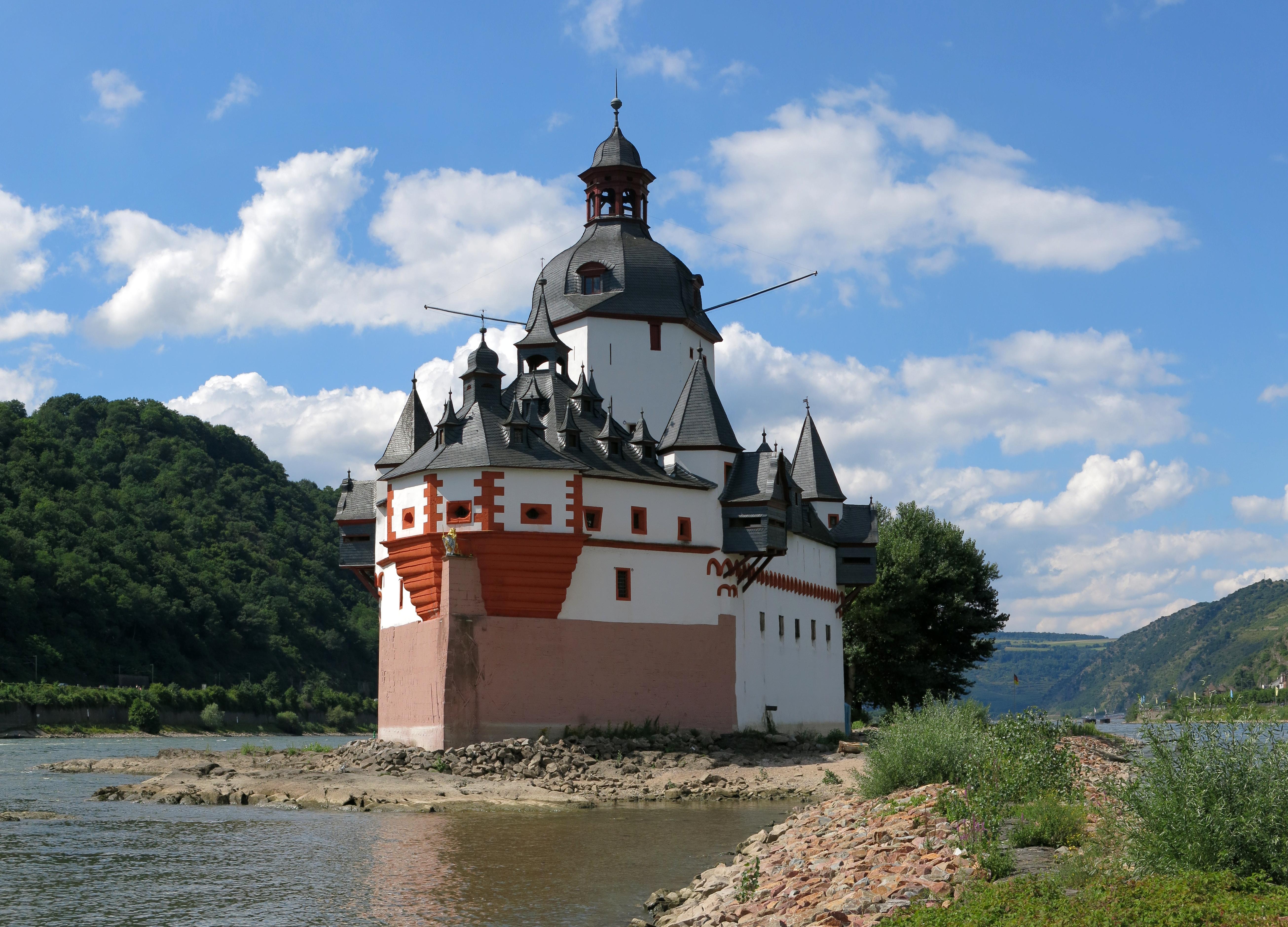

- Burg Pfalzgrafenstein （页面存档备份，存于） – Tollstation at Kaub
- Aerial views of Pfalzgrafenstein castle （页面存档备份，存于）
- History (English)

50°04′59″N 7°45′57″E / 50.08306°N 7.76583°E